# Mroczna przepowiednia
Mroczna przepowiednia (ang. Dark Oracle) – kanadyjski serial telewizyjny dla młodzieży. Emitowany był na kanale Jetix.

## Fabuła
Serial opowiada o rodzeństwie Cally i Lance, którzy znajdują komiks „Dark Oracle”. Od tamtej pory w ich życiu dzieją się dziwne rzeczy. Wszystko, co jest w komiksie, spełnia się także w rzeczywistości, choć mogą też zmienić bieg wydarzeń. W 14. odcinku, o istnieniu komiksu dowiadują się także Sage (dziewczyna Lance’a) i Dizzy (przyjaciel bliźniaków). Jednak tych dwoje nie zdaje sobie nawet sprawy, jak bardzo niebezpieczna jest ta wiedza.

## Bohaterowie
- Lance Stone – brat Cally. Jest maniakiem komputerowym. Od odcinka 6 Sage i Lance są parą. Chłopak ma wiernego przyjaciela Dizzy’ego. Lance w komiksie jest Blaze’em.
- Cally Stone – siostra Lance’a. Ma chłopaka Emmetta. Podkochuje się jednak w Omenie. Ma długie brązowe włosy (w pierwszym sezonie proste, w drugim sezonie pofalowane). Cally jest bardzo wrażliwą osobą. Alter ego Cally to w komiksie Violet.
- Dizzy/Dizter/Donald Stump – przyjaciel bliźniaków. W późniejszych odcinkach chodzi z Rebeccą, przyjaciółką Cally. Lubi komiksy i gry wideo. Charakteryzuje go burza kręconych, płomiennorudych włosów.
- Sage LaPierre – dziewczyna Lance’a. Nieśmiała i bojaźliwa, ale w pewnych sytuacjach odważna. Wyróżnia się wyglądem: bladą cerą, brązowymi oczami i słomianymi, kruczoczarnymi włosami, spiętymi w dwie lśniące kitki. Pracuje w „Jaskini Graczy”, gdzie sprzedaje komiksy. Nie potrafi pływać.
- Omen – chłopak zamieniony przez Doyle’a w rybę o imieniu Nemo (wspak Omen). Pochodzi z „komiksowego wymiaru”. Stworzył on w „Jaskini Graczy” pierwszy numer komiksu. Z powrotem w postać człowieka został zamieniony poprzez całusa Lance’a. Omen zakochał się w Cally.
- Doyle – jest szefem „Jaskini Graczy”, sklepu z komiksami. Posiada księgę zaklęć i jest nekromantą. Prawdopodobnie ma dziewczynę, Vanessę. W pewnym momencie wyjeżdża na wakacje do Egiptu, w poszukiwaniu własnego Ka. Dowiaduje się o komiksie w 22 odcinku i wie, że musi pomóc Cally i Lance’owi.
- Vern – jest czarnym charakterem. Posiada magiczne zdolności. Posiada, tak jak Doyle, księgę zaklęć. Domaga się, by Lance zerwał z Sage, ponieważ dziewczyna mu się podoba. W pewnym momencie kradnie kamień, dzięki któremu nauczył się czarnej magii. O „Mrocznej przepowiedni” dowiaduje się w odcinku 18. W którymś z kolejnych uwalnia Omena ze świata komiksu.
- Simone – koleżanka Verna. Równie „upiorna” jak on. O komiksie dowiaduje się również w odcinku 18. Prawdopodobnie podoba jej się Vern, na co może wskazywać fakt, iż w odcinku „Impreza” powiedziała bliźniakom, że to Vern ukradł komiks. Zapytana, dlaczego im to mówi, odparła, że Vern jest zapatrzony w siebie i ją to denerwuje.
- Blaze i Violet – alter ego głównych bohaterów. Znajdują się w świecie komiksu i chcą przeniknąć do świata ludzi, zamieniając się miejscami z Lance’em i Cally.
- Harold – kuzyn Dizzy’ego, nie występuje osobiście. To on pożyczył Dizzy’emu gitarę w odcinku „Od kiedy Dizzy śpiewa” i nauczył go na niej grać.
- Władca marionetek – niewiele o nim wiadomo. To on najprawdopodobniej zaplanował uwięzienie Lance’a (oświadczył, że on wszystkim kierował). Jest alter ego Doyle’a. Mógł on także rozkazywać Violet i Blaze’owi.
- Juniper – jest tzw. czarnym charakterem. Zajmuje się w szkole wieloma rzeczami np. jest opiekunem pływaków. Ma długie czarne włosy, które przyciągają wzrok. Jest piękna, ale zaborcza. Na początku kochała się w Dizzym, ale po incydencie w chłodni przestała. W odcinku „Obóz strachu” chciała nastraszyć Dizzy’ego i Rebeccę.
- Emmett – chłopak Cally. Poznali się, gdy Cally pomyliła klasy. Później spotykali się ze sobą. Ma czerwony samochód. Jego koleżanką jest Rebecca. Charakteryzują go brązowe, kręcone włosy. Posiada miłe usposobienie. Po kilkunastu odcinkach zrywa z Cally.
- Rebecca – koleżanka Cally i Emmetta, dziewczyna Dizzy’ego. Po pewnym czasie zaczyna denerwować się, że Dizzy nie spędza z nią dużo czasu. Ma dwoje rodzeństwa, w tym siostrę podobną do niej. Rebecca ma blond włosy. Jest miłą osobą, z którą można pogadać.
- Delly – młodsza siostra Rebekki.
- Holly Katinsky – jest złośliwą osobą. Ma koleżankę podobną usposobieniem do niej samej. Próbuje odebrać Lance’a Sage. Nie udaje jej się to. Ma blond włosy i jest piękna. Gdy do świata normalnego wróciła Sage, Holly i jej koleżanka bały się jej po incydencie z wężem.
- Ainsley – koleżanka Holly. Ma kuzyna, Steve’a.
- Steve – chłopak z nowej szkoły, to on rozpoczął niechcianą imprezę u bliźniaków. Ma kuzynkę Ainsley.
- Travis – właściciel pola, gdzie odbył się obóz strachu. Jego wygląd daje wiele do myślenia, choć wewnątrz jest dobrym człowiekiem. Po zaginięciu Rebekki wszyscy obarczają go winą za jej porwanie. Gdy Travis złapał Juniper dał Lance’owi komórkę, by zadzwonił na policję.
- Claudia – dziewczyna, która była na wymianie uczniów z Montrealu. Piękna i zmysłowa, żyjąca według własnych zasad. Była autorytetem dla Cally, która po zerwaniu przyjaźni z Annie, chciała znaleźć nową przyjaciółkę. Stosunek Cally do Claudii zmienił się, gdy ta chciała uwieść Jacka.
- Jack Elliot – w starej szkole podobał się Cally, lecz miał dziewczynę Mary, która z nim zerwała w odcinku z Claudią.
- Mary – dziewczyna Jacka, jest niezwykle nerwowa i zaborcza.
- Kathleen Garvie – przyjaciółka Cally.
- Max Brennan – przyjaciółka Cally.
- Annie – najlepsza przyjaciółka Cally w starej szkole.
- Hutch – jeden z mniej lubianych chłopaków, szczególnie po tym, gdy obrzucił Sage jajkami.
- Vanessa – dziewczyna Doyle’a.
- Rita – wróżka, przyjaciółka Doyle’a. Miała zaopiekować się zwierzętami podczas jego nieobecności. Nazywała Cally i Lance’a imionami ich alter ego, ale nie udało im się ustalić, dlaczego.
- Frieda Stone – mama Cally i Lance’a.
- Pan Slade – nauczyciel w starej szkole.
- Pani Travesty – nauczycielka fizyki w starej szkole. Skonfiskowała Cally komiks za czytanie go na lekcji.
- Pan Novak – nauczyciel historii w starej szkole.
- Dyrektor Pratt – dyrektor nowej szkoły, do której uczęszczają bliźniaki, pracuje tu dopiero pierwszy rok i stara się swymi dziwnymi metodami wpasować w resztę społeczności.
- Pani LaFlame – nauczycielka biologii w nowej szkole.
- Mama Sage – nie występuje osobiście, ale w jednym z odcinków zadzwoniła do Lance’a.

## Związki
- Cally i Omen – poznali się na stołówce gdy Omen poprosił Cally, aby podniosła mu książkę. Jednak później Omen chciał wykorzystać Cally i ta straciła do niego zaufanie. Potem Omen mówi jej, że nie kłamał co do miłości do niej. Gdy Cally trwa w związku z Emmetem pojawia się Omen, przez którego kończy się ich związek.
- Cally i Emmett – poznali się, gdy Cally w nowej szkole pomyliła klasy. Później Emmett zaprasza Cally na randkę pod pretekstem odczytania jej rysunków. Po kilkunastu odcinkach mówi Cally, że ją kocha, a ona zaskoczona tym nic nie odpowiedziała. To stało się powodem końca związku Cally z Emmettem.
- Cally i Jack – Cally kochała się w Jacku na początku. W czasie „wybielania” Jack chciał pocałować Cally, ale ta go odepchnęła. Jack poprosił Cally o pomoc w zbiórce pieniędzy i to ich do siebie zbliżyło. Cally dawała rady Jackowi w sprawie jego związku z Mary. To jest nieszczęśliwa miłość dla Cally.
- Lance i Sage – Lance poznał Sage w Jaskini Graczy, gdzie jest sprzedawczynią. W 12. odcinku Lance i Sage chodzą ze sobą. To jest wzajemna miłość, która napotkała na swojej drodze wiele przeszkód.
- Blaze (w normalnym świecie) i blondynka – gdy Blaze wyszedł z komiksu, zerwał z Sage i zainteresował się blondynką poprawiającą z lustrze swoje włosy. W czasie lekcji Blaze wyciąga blondynkę z ławki i oboje biegają po szkole, krzycząc, że „szkoła jest do chrzanu”.
- Cally i Hutch – poznali się w pierwszym odcinku. Hutch wysyłał Cally karteczki z wierszami i wkładał je do jej szafki. Jednak Cally nie odwzajemniła tego uczucia i chłopak się zdenerwował, a następnie nastąpiło „wybielanie”.
- Dizzy i Rebecca – poznali się w porze lunchu, gdy Dizzy kończył pracę. Chciał wziąć swój jogurt, a okazało się, że Rebecca również chciała go zjeść. Poszli razem do zapasów po drugi jogurt. Zobaczyła to zakochana w Dizzym Juniper i za karę, że Dizzy wybrał Rebeccę, a nie ją zamknęła ich oboje w chłodni. Obojgu było zimno i Rebecca powoli zasypiała, a Dizzy pytał co może zrobić, żeby nie zasypiała. Cally ich uratowała i widać było piękny pocałunek Dizzy’ego i Rebekki.
- Dizzy i Juniper – poznali się przy szkolnej chłodni. Dizzy’emu na początku podobała się Juniper, ale później stała się bardziej zaborcza i Dizzy przestał darzyć ją uczuciem. Byli też razem na przesłuchaniu na najlepszego wykonawcę. Juniper po incydencie w chłodni przestała kochać Dizzy’ego.
- Dizzy i Cally – Dizzy do poznania Rebekki podkochiwał się w Cally. Jednak ona utrwalała go w przekonaniu, że są jedynie przyjaciółmi. Gdy Dizzy poznał Rebeccę, Cally była zazdrosna o niego i zaczęła coś do niego czuć. Jednak to było tylko chwilowe.
- Sage (komiksowa) i Vern – gdy Sage została porwana do lustra, wyszła z niego alter Sage. Spodobał jej się Vern i zaczęła się z nim umawiać. W jednej scenie widzimy, że Vern i Sage całują się. Następnie następuje kłótnie między Vernem i Lance’em a alter Sage oświadcza, że jest dziewczyną Verna. Po powrocie normalnej Sage Vern nie odpuścił i nadal próbował nawiązać z nią kontakt. Z dość ciekawym skutkiem.
- Jack i Mary – wiemy, że są parą od sześciu miesięcy i niedawno zaczęły się zgrzyty w tej parze. Widzimy to kiedy Jack prowadzi zebranie, a powinien odprowadzić Mary do domu. Jack wspiera Mary podczas castingu do pokazu mody. Ta para została razem dzięki radom Cally.
- Doyle i Vanessa – niewiele o nich wiadomo. Vanessa jest dziewczyną Doyle’a. Umówili się na kolację w tym dniu, gdy Doyle dowiedział się o specyficznej mocy komiksu. Sądząc po rozmowie telefonicznej Doyle’a z Vanessą dziewczyna właściciela Jaskini Graczy jest rozkapryszona, gdyż pyta, czy jest coś ważniejszego od niej. Nie wiadomo ile ten związek trwa.
- Holly Katinsky i Lance – gdy Sage spotyka Holly i jej koleżankę dostaje wiadomość, że na przyszłość to Lance wolałby Holly od Sage. Później Sage widzi jak Lance i Holly razem rozmawiają. Z relacji Lance’a okazuje się, że to Holly go zaczepiła, a on próbował od niej uciec.
- Jack i Claudia – Cally poprosiła swoją nową przyjaciółkę o pomoc w sprawie Jacka. Ona naturalnie się zgodziła i po rozmowie powiedział, że znów się zakocha. Dowiadujemy się później, że to w niej ma się zakochać, a nie w Cally. W czasie „wybielania” Jack i Claudia bawią się w basenie.
- Vern i Simone – W 23 odcinku, gdy Vern mówi do Simone A ty? Dlaczego nie odeszłaś? a ona odpowiada No, bo... ty i ja... i sobie poszła.

## Opisy okładek
- Początek komiksu – Blaze i Violet, Blaze siedzi, a Violet stoi.
- Mroczna armia – Kółko ludzi (tłum) w której jest Blaze.
- Księżyca Ćwiartki – Violet i Blaze stoją, za nimi są szafki szkolne.
- Gra w paintball – Wielka uliczna wojna w jest w niej Blaze.
- Pokaz mody – Blaze i Violet stoją przed szkołą, z której wychodzą ludzie.
- Telefon do Violet – Blaze i Violet stoją pod drzewem.
- Rekrutacja – Alter Doyle z wężem i Blaze.
- Czarna magia – Violet stoi z otwartymi ramionami i czaruje, za nią unosi się jakiś różowy dym.
- Tykanie zegara – Blaze stoi na krawędzi budynku.
- Omen – Blaze i Violet kłócą się na korytarzu.
- Cally czy marionetka – Violet widoczna jako marionetka.
- Patrzeć w lustra – Blaze i Violet patrzą w lustra, w których są Cally i Lance.
- Nowa, straszna szkoła – Violet i Blaze przestraszeni na widok zapalonej szkoły.
- Impreza szkolna – Violet zrozpaczona widokiem czerwonego sportowego samochodu, zniszczonego po wypadku.
- Dziwna Sage – Alter Sage chce dotknąć Blaze’a, ale on z obrzydzeniem mówi nie dotykaj mnie.
- Gra komputerowa – Blaze z mieczem i tarczą kontra rycerz w lustrze.
- Chowaniec – Alter Sage przewraca się z powodu kokonu chowańca obok są lalki, jedna z nich przypomina Harolda. Na suficie przymocowany jest kokon.
- Od kiedy Dizzy śpiewa??? – Alter Dizzy w potrzasku.
- Obóz strachu – Alter Emmett i Rebeca trzymają się za ręce.
- Znak Ka – Violet z czterema ramionami.
- Impreza – Dom bliźniaków jest niszczony przez imprezowiczy.
- Była dziewczyna Emetta – Cień Omena, później mówi dobrze być tu z powrotem.
- Złapany w pułapkę – Blaze i alter Vern biją się przed lustrem.
- Blaze, a nie Lance – Lance w ciele Blaze’a siedzi w celi, pilnują go alter Sage i Violet.
- Blaze, a nie Lance cz. 2 – Blaze i Violet pół zanurzona w lustrze.

## Ekipa
- Reżyseria: Ron Murphy
- Scenariusz: Heathe Conkie, Jana Sinyo

## Obsada
- Paula Brancati – 
  - Cally Stone,
  - Violet
- Alex House – 
  - Lance Stone,
  - Blaze
- Jonathan Malen – Dizzy
- Danielle Miller – 
  - Sage,
  - Alter Sage
- Mark Ellis – Doyle
- David Rendall – Vern
- Kristopher Turner – Omen
- Carson Quarrington – Simone
- Nathan Stephenson – Emmett
- Amber Marshall – Rebecca
- Desiree Andrews – Juniper
- Jack Manchester – Jack
- Philip Riccio – Hutch
- Stacey Farber – Mary
- Shaunna Hamat – Kathleen
- Miya Akiyama – Max
- Barbara Mamabolo – Annie
- Megan Park – Ainsley
- Sarah Gadon – Claudia
- Jim Coorington – Slade
- Olivia Ballantyne – Delly
- Tim Post – Dyrektor Pratt
- Trudy Weiss – Frieda Stone

## Wersja polska
Opracowanie: na zlecenie Jetix – IZ-Text

Dźwięk: Iwo Dowsilas

Montaż: Mirosław Gągola

Tekst polski: Anna Hajduk

W polskiej wersji wystąpili:
- Anna Walkowiak –
  - Cally Stone,
  - Violet (prawdziwy świat),
  - Violet (komiks) (jedna scena – błąd dubbingu, odc. 1)
- Piotr Polak –
  - Lance Stone,
  - Blaze (prawdziwy świat)
- Mirosław Kotowicz –
  - Dizzy,
  - Alter Dizzy (odc. 4)
- Maria Suprun –
  - Sage,
  - Alter Sage,
  - Max (odc. 5, 9),
  - jedna z modelek (odc. 5),
  - jedna z dziewczyn chcących przyjaźnić się z Cally (odc. 9),
  - Violet (komiks) (fragment – błąd dubbingu, odc. 14)
- Agnieszka Uchrońska –
  - Annie,
  - Rebecca
- Piotr Warszawski –
  - Doyle,
  - pan Novak (odc. 10)
- Artur Święs –
  - Vern,
  - jeden z uczniów naśmiewających się z Lance’a (odc. 4),
  - Alter Doyle (odc. 11)
- Mirosław Neinert – pan Slade
- Magda Korczyńska –
  - Violet (komiks),
  - Holly Katinsky,
  - Juniper,
  - znajoma Cally (odc. 5, 9),
  - uczennica obrażona na Cally (odc. 5),
  - prezenterka pokazu mody (odc. 5),
  - Claudia (odc. 7),
  - Alter Claudia (odc. 7),
  - przyjaciółka Max i Roba (odc. 9),
  - dziewczyna na stołówce (odc. 12),
  - pani Roy (odc. 15, 17, 25),
  - dziewczyna na imprezie (odc. 18),
  - dziewczyna, która całowała się z chłopakiem w pokoju Cally (odc. 18),
  - Delly, młodsza siostra Rebekki (odc. 22),
  - lalka Delly (odc. 22),
  - kobieta, która zawołała Kimi na egzamin (odc. 23),
  - Gretl (odc. 25)
- Anita Sajnóg –
  - Mary,
  - Simone,
  - Kathleen (odc. 4-5, 7, 9),
  - jedna z modelek (odc. 5),
  - jedna z Alter fanek Violet (odc. 9),
  - pani Travesty (odc. 10),
  - Rita (odc. 12),
  - szkolna kucharka (odc. 12),
  - kobieta na zjeździe (odc. 13),
  - pani LaFlamme (odc. 14, 16, 20)
- Grażyna Bułka – 
  - Frieda Stone, mama Cally i Lance’a,
  - nekromantka (odc. 1, 3, 13)
- Wojciech Szymański –
  - Blaze (komiks),
  - naprawiacz (odc. 22)
- Ziemowit Pędziwiatr –
  - Jack,
  - Joe (odc. 2),
  - jeden z druidów (odc. 2),
  - Alter Mroczny Pan (odc. 2),
  - jeden z uczniów naśmiewających się z Lance’a (odc. 4),
  - uczeń, który zauważył Lance’a (odc. 4),
  - jeden z Alter graczy w paintballa (odc. 4),
  - przyjaciel Hutcha (odc. 5),
  - DJ (odc. 5),
  - prezenter wyścigu (odc. 6),
  - Alter Doyle (odc. 6, 8),
  - jeden z członków bractwa Verna (odc. 14)
- Dariusz Stach –
  - Hutch,
  - Alter Hutch (odc. 1),
  - Mroczny Pan (odc. 2),
  - jeden z Alter druidów (odc. 2),
  - Rob (odc. 9)
- Ireneusz Załóg –
  - przyjaciel Hutcha (odc. 1),
  - wuefista (odc. 2),
  - jeden z druidów (odc. 2),
  - jeden z uczniów naśmiewających się z Lance’a (odc. 4),
  - jeden z Alter uczniów naśmiewających się z Blaze’a (odc. 4),
  - mężczyzna na widowni (odc. 5),
  - kruk Doyle’a (odc. 6),
  - Alter Doyle (fragment – błąd dubbingu, odc. 8),
  - jeden z dostawców (odc. 11),
  - Fred (odc. 17),
  - Drew (odc. 18),
  - Jordan (odc. 18),
  - Jared (odc. 18),
  - Jamie (odc. 18),
  - Jesse (odc. 18),
  - ciemnoskóry chłopak, który brał udział w przesłuchaniach (odc. 19),
  - Harvey (odc. 25)
- Maciej Szklarz –
  - jeden z Alter druidów (odc. 2),
  - Władca marionetek (odc. 26)
- Rafał Żygiel –
  - Omen,
  - Alter Omen (odc. 11)
- Radosław Kaliski –
  - dyrektor Pratt,
  - uczeń, który zajął szafkę Dizzy’ego (odc. 14),
  - kustosz muzeum (odc. 17),
  - Steve (odc. 18),
  - chłopak, który uciszył Verna (odc. 18),
  - chłopak, który całował się z dziewczyną w pokoju Cally (odc. 18),
  - Travis (odc. 21)
- Konrad Ignatowski – Emmett
- Maria Machowska –
  - Ainsley,
  - Kimi (odc. 23)

i inni
Lektor: Ireneusz Załóg

## Spis odcinków
| Premiera odcinka | N/o | Nieoficjalny polski tytuł | Angielski tytuł             |
| ---------------- | --- | ------------------------- | --------------------------- |
|                  |     |                           |                             |
| SERIA PIERWSZA   |     |                           |                             |
|                  |     |                           |                             |
| 22.01.2007       | 01  | Początek komiksu          | Dark Oracle                 |
|                  |     |                           |                             |
| 23.01.2007       | 02  | Mroczna armia             | Masquerade                  |
|                  |     |                           |                             |
| 24.01.2007       | 03  | Księżyca Ćwiartki         | Meeting of the Quarter Moon |
|                  |     |                           |                             |
| 25.01.2007       | 04  | Gra w Paintball           | Paintball Wizard            |
|                  |     |                           |                             |
| 26.01.2007       | 05  | Pokaz mody                | Fashion Queen               |
|                  |     |                           |                             |
| 29.01.2007       | 06  | Telefon od Violet         | Scavengers                  |
|                  |     |                           |                             |
| 30.01.2007       | 07  | Zniszczony                | Crushed                     |
|                  |     |                           |                             |
| 31.01.2007       | 08  | Rekrutacja                | Recruitment                 |
|                  |     |                           |                             |
| 01.02.2007       | 09  | Czarna magia              | Idolized                    |
|                  |     |                           |                             |
| 02.02.2007       | 10  | Tykanie zegara            | Ticking Clock               |
|                  |     |                           |                             |
| 05.02.2007       | 11  | Omen                      | Trapped                     |
|                  |     |                           |                             |
| 06.02.2007       | 12  | Cally czy marionetka?     | Marionette                  |
|                  |     |                           |                             |
| 07.02.2007       | 13  | Patrzeć w lustra          | Full Circle                 |
|                  |     |                           |                             |
| SERIA DRUGA      |     |                           |                             |
|                  |     |                           |                             |
| 08.02.2007       | 14  | Nowa, straszna szkoła     | Boiler Room                 |
|                  |     |                           |                             |
| 09.02.2007       | 15  | Impreza szkolna           | It Happened at the Dance    |
|                  |     |                           |                             |
| 12.02.2007       | 16  | Dziwna Sage               | Through a Glass Darkly      |
|                  |     |                           |                             |
| 13.02.2007       | 17  | Gra Komputerowa           | The Game                    |
|                  |     |                           |                             |
| 14.02.2007       | 18  | Impreza                   | House Party                 |
|                  |     |                           |                             |
| 15.02.2007       | 19  | Od kiedy Dizzy śpiewa?    | The Stalker                 |
|                  |     |                           |                             |
| 16.02.2007       | 20  | Chowaniec                 | The Familiar                |
|                  |     |                           |                             |
| 19.02.2007       | 21  | Obóz strachu              | Camping Trip                |
|                  |     |                           |                             |
| 20.02.2007       | 22  | Znak „K”                  | Babysitting                 |
|                  |     |                           |                             |
| 21.02.2007       | 23  | Była dziewczyna Emetta    | Ghosts from the Past        |
|                  |     |                           |                             |
| 22.02.2007       | 24  | Złapany w pułapkę         | Life Interrupted            |
|                  |     |                           |                             |
| 23.02.2007       | 25  | Blaze a nie Lance cz. 1   | Trail Blaze                 |
|                  |     |                           |                             |
| 26.02.2007       | 26  | Blaze a nie Lance cz. 2   | Redemption                  |
|                  |     |                           |                             |

## Opis odcinków

### Odcinek 1: Początek Komiksu
Lance Stone jak zwykle ciągle siedzi w sklepie z komiksami, w Jaskini Graczy. Kiedy do sklepu wchodzi jego siostra, Cally, przegląda komiks z kategorii Science-Fiction. Dziewczyna pociągając brata za rękaw nie wierzy, że ma takie same geny jak jej bliźniak. Jednak to Lance jest starszy o 20 minut. Widząc, że to nie działa na Lance’a, zrezygnowana także bierze się za oglądanie komiksów. Kiedy sięga po jeden, ten jak za dotknięciem czarodziejskiej różdżki (albo lepiej – dotknięciem języka niesamowitej żaby), zmienia okładkę. Zaskoczona Cally stwierdza, że coś jej się wydawało. Ponawia próbę wyciągnięcia brata ze sklepu. Jakimś cudem jej się to udaje. Lance zdąża jeszcze zamienić parę słów z ekspedientką o imieniu Sage. Na pierwszy rzut oka widz zauważa, że chłopak za wszelką cenę próbuje zamienić z nią te kilka słów. Po przyjściu do domu, Cally rozpakowuje plecak. Ma zamiar odrobić zadanie domowe. Jednak, chwilę po otwarciu plecaka, znajduje w nim jakiś komiks. To ten, który widziała w sklepie. Nosił tytuł: Dark Oracle. Był to numer pierwszy komiksu. W jej głowie mieszało się zdziwienie, jak i przerażenie. Wygląda na to, że go ukradła, chociaż wcale tego nie zrobiła. Natychmiast wbiega do pokoju brata i mówi mu, że znikąd w jej plecaku wziął się ten komiks. Zachęca go do pójścia z nią do Jaskini Graczy i oddania komiksu. Jednak on uważa, że zapewne jest już zamknięta. Gdy rodzeństwo dociera do sklepu, okazuje się, że faktycznie ów jest zamknięty. Jednak właściciel (wraz z grupką osób) dalej stoi przy wejściu. Cally stara się zwrócić mu komiks. Jednak ten oświadcza że nigdy takiego na oczy nie widział. Jest to równoznaczne z tym, że nie ma takiego komiksu w jego sklepie.

### Odcinek 2: Mroczna armia
Lance znajduje nowy komiks jednak wiedząc, że Cally ma o nim koszmary nic jej nie mówi. Vern słyszy rozmowę Lance’a i Dizzy’ego na temat Nigerecona zaprasza go na spotkanie Mrocznej Armii zaskoczony jego wiedzą. Vern mówi, że tam gra się na żywo o prawdziwe stawki. Dizzy’ego to niepokoi i też chce iść, ale Vern odpowiada, że wybierają tylko najlepszych. Lance zgadza się i idzie, a Simone i Vern prowadzą go na cmentarz i każą przynieść im kawałek płaszcza prowadzącego zebranie. Udaje mu się to, ale wtedy rozpoczyna się „wybielanie” a armia zaczyna gonić Lance’a, bo uważa, że ich okradł. Chłopak ucieka i wpada na Sage, nie może jednak wejść na drzewo i spada. Tymczasem Cally uczy się z Annie – znajduje komiks i biegnie do brata, ale Mroczna armia łapie ją. Lance chce przywołać Pierścień Przeznaczenia z nieba, więc Sage zrzuca mu swój pierścionek. Potem podnosi gałązki i stwierdza, że siła tych przedmiotów czyni go nietykalnym, co okazuje się być prawdą. Wszyscy odchodzą, a Lance dowiaduje się, że dziewczyna ma na imię Sage.

### Odcinek 3: Księżyca Ćwiartki
Lance zastępuje Sage w Jaskini Graczy, gdyż ona jedzie do teatru. W komiksie widać jak Violet i alter Jack się całują. Cally jest więc w siódmym niebie i zaprasza Jacka do domu, by pokazać mu rzeczy na aukcję charytatywną. Podczas rozmowy chłopak zwierza się Cally, że czuje jak oddala się od Mary i nie wie co robić. Cally udziela mu więc rad. Następnego dnia Jack stwierdza, że jest już dużo lepiej. Tymczasem kiedy Lance zrywa plakaty w Jaskini Graczy, widzi dziwny symbol na drzwiach Doyle’a, który pojawia się również w komiksie. Szuka informacji o nim w Internecie i dowiaduje się, że jest to Ankh – egipski symbol m.in. wiecznego życia. Mówi o tym Cally, ale ona nie dostrzega w tym nic specjalnego. Lance twierdzi jednak, że odpowiedzi na pytania o komiks znajdują się za tymi drzwiami a w końcu wchodzi do pokoju Doyle’a i jest świadkiem dziwnego rytuału, kiedy to Doyle i reszta ożywiają martwego ptaka. Zostaje na tym przyłapany i zwolniony. Wracając do domu natyka się na Jacka i dowiaduje się, że komiks „nie skończył się happy endem”. Chce jej opowiedzieć, co mu się przytrafiło, ale Cally go nie słucha. Pod koniec odcinka w komiksie widać jak Violet puszcza całusa odchodzącemu Jackowi.

### Odcinek 6: Telefon do Violet
Pojawia się kolejny numer, który mówi o wyścigu mającym odbyć się następnego dnia i o tym, jak Violet go wygrywa. Lance pyta Sage, czy będzie jego parą. Gdy Sage się zgadza, Lance jest tak szczęśliwy, że nie patrzy gdzie idzie. Wyścig polega na tym, że para odpowiada na 10 pytań dotyczących przedmiotów, które musi znaleźć. Komiks jest pełen podpowiedzi, więc Lance i Sage (a właściwie Lance) natychmiast rozwiązują zagadki. Jest też scena, w której Violet gdzieś dzwoni, chwilę później dzwoni telefon Sage. Chłopak mówi o tym Cally, ale ona uważa, że zwariował, jednak zabiera komiks. Gdy trzeba zdobyć słuchawki, Lance idzie do Jaskini Graczy, by je ukraść. Tymczasem Blaze kradnie pieniądze i alter Doyle go łapie, zaczyna się wybielenie. Doyle zaczyna walić w drzwi, za którymi jest Lance, gdy odkłada słuchawki, wybielenie się kończy. Ostatecznie wyścig wygrywają Vern i Simone. Pod koniec Sage całuje Lance’a.

### Odcinek 7: Zniszczony
Cally ma kłopoty w przyjaźni z Annie, gdyż nie może być z nią szczera w sprawie komiksu. Potem znajduje komiks i zauważa, że Jack zrywa z Mary. W szkole pojawia się nowa dziewczyna, Claudia, z wymiany uczniowskiej z Montrealu. Cally się z nią zaprzyjaźnia – zaczyna nawet ubierać się tak samo jak ona i prosi o pomoc w sprawie Jacka. Ona naturalnie się zgadza i rozmawia z nim w toalecie dla chłopców, po czym stwierdza iż „to tylko kwestia czasu zanim ten chłopak znowu się zakocha”. Później Claudia zaciąga Cally na basen po lekcjach. Tymczasem w komiksie widać jak Violet tonie. Lance biegnie do Cally. Na basenie pojawia się Jack, a Claudia wpycha go do wody i pływają razem. Cally dowiaduje się, że to w Claudii miał się zakochać Jack, a nie w niej i mówi, że nie chce być już taka jak ona. Wybielanie dobiega końca.

### Odcinek 12: Cally czy marionetka?
Pojawia się następny numer komiksu. Cally widząc, że jest marionetką, denerwuje się i drze komiks na kawałki. Następny dnia Cally nie może się obudzić. Śni się jej, że razem z Violet jest związana linami jak marionetka. Lance szuka kawałków komiksu i skleja je, by był z powrotem w „jednym kawałku”. Gdy Cally się budzi, Lance mówi jej, że komiks chciał się na niej zemścić.

### Odcinek 15: Impreza Szkolna
W szkole ma być zorganizowana impreza. Tymczasem pojawia się kolejny komiks zwiastujący, że niebawem dojdzie do śmiertelnego w skutkach wypadku czerwonego sportowego samochodu. Cally, Lance i Dizzy z niepokojem odkrywają, że pojazd należy do Emmetta. Sage znajduje przepowiednię dotycząca Lance’a i Holly. Niedługo potem zostaje przez nią zagadnięta: Holly twierdzi, że Lance nie jest odpowiednią partią dla niej. Tymczasem w komiksie pojawiają się kolejne wskazówki i bliźniaki nabierają pewności, że do wypadku dojdzie w czasie wieczornej imprezy. Podczas przerwy szkolnej Sage zauważa, jak Lance i Holly gawędzą ze sobą przyjaźnie. W trakcie wieczornych przygotowań Lance nie jest z Sage szczery w sprawie sukienki, co dodatkowo wyprowadza ją z równowagi. Dziewczyna jest rozgoryczona i zazdrosna, oznajmia, że nie ma ochoty na zabawę i idzie do Jaskini Graczy. Lustro się otwiera i dziewczyna traci przytomność. Tymczasem Cally i Dizzy za wszelką cenę próbują zapobiec katastrofie. Próby odebrania kluczyków nie dają efektów, więc Dizzy włamuje się do samochodu Emmetta i pozoruje napad bandziorów. Na miejsce przybywa także Lance. W komiksie pojawiają się kolejne przepowiednie, które jednoznacznie wskazują, że zginie również Rebecca. Dziewczyna dostaje niestrawności i Emmett decyduje się odwieźć ją do domu. Zrozpaczone bliźniaki usiłują ich zatrzymać. Na szczęście plan Dizzy’ego okazuje się skuteczny. Emmett jest tak zaabsorbowany Dizzym, że zostawia kluczyki w zamku. Lance odpala samochód i jako niewprawny kierowca uderza w druciany płot. Samochód płonie, ale nikt nie ginie. Tymczasem na wolność wydostaje się alter Sage.

### Odcinek 18: Impreza
Na lekcji WF-u klasa Lance’a i Dizzy’ego trenuje rzuty do kosza. Przy rozmowie chłopcy znajdują następny numer komiksu. Dizzy proponuje, by Lance i Cally zrobili imprezę. Niestety wszyscy to usłyszeli i uznali to jako zaproszenie. Po szkole Lance i Cally zamykają wszystkie okna i drzwi i udają, że nikogo nie ma w domu. Po jakimś czasie do domu pukają imprezowicze, ale rodzeństwo nie odpowiada. Nagle puka Sage i prosi, by Lance otworzył. On otwiera i zza krzaków wyskakują koledzy gotowi na zabawę. Gdy goście grają w karty, rozlega się dzwonek do drzwi. Okazuje się, że jest to kuzynka jednego z gości. Lance otwiera, a ona wchodzi razem z kilkoma znajomymi. Lance i Cally spoglądają w komiks i widzą, że Vern próbuje rozpętać chaos. Obstawiają wszystkie drzwi i okna. Cally spotyka na imprezie Emmetta. Tymczasem Vern i Simone są razem i próbują czarować. Nagle Simone rzuca pomysł na wtargnięcie do domu bliźniaków. Vern podchwytuje pomysł i realizuje go. Cally zajęta rozmową z Emmettem nie zauważa, że czarne charaktery wchodzą do domu, idą na górę i znajdują komiks. Vern od razu zrozumiał, że to było powodem dziwnego zachowania rodzeństwa. Widzi w nim Doyle’a, więc idzie do Jaskini Graczy i spotyka się z nim. Niedługo później przybiegli Cally i Lance, a Vern znalazł amulet mocy. Potem Vern demonstruje, jakie nowe moce ma dzięki temu talizmanowi. Ostatecznie przegrywa, ale Cally i Lance nie wiedzą, że ten amulet dał mu moc.

### Odcinek 21: Obóz strachu
Organizowany jest obóz. Emmett z Rebeccą namawiają Cally, by jechała, ale ta nie chce, podobnie jak Dizzy. Sytuacja zmienia się jednak, gdy Cally znajduje komiks. Na okładce Rebecca i Emmett trzymają się za ręce i wygląda to tak, jak by łączyło ich więcej niż przyjaźń. Na obóz jadą więc Cally, Emmett, Dizzy, Rebecca, Lance, Sage i... Juniper, co się później okazuje, mimo że Rebecca skłamała, mówiąc jej, że nie ma już miejsc. Juniper ukrywa się i reszta nie wie, że ona z nimi pojechała. Właścicielem pola namiotowego jest ekscentryczny Travis. Budzi on podejrzenia przyjaciół. Podczas pogadanki przy ognisku nagle Rebecca idzie na moment za potrzebą. Potem słychać jej krzyk i już nie przychodzi. Cała reszta idzie jej szukać w lesie. Dizzy biegnie sam, mimo że Lance prosi, by szukał z nim i Sage. Cally i Emmett kłócą się, gdyż Cally jest cały czas zazdrosna o Rebeccę. Emmett nagle znika, Cally przestraszona szuka go. Sage wpada w trujący bluszcz i dostaje wysypki, więc Lance odprowadza ją do namiotu. Cally znajduje gałęzie poskręcane w kształt Ankh wiszące w lesie. Wtedy zjawia się Dizzy, Lance, a następnie Travis. Cally i Dizzy są przestraszeni, uciekają, pewni, że Travis stoi za zniknięciem Rebekki. Niespodziewanie spotykają Juniper, która potwierdza ich przypuszczenia. Wtedy dogania ich Travis i rzuca Lance’owi swoją komórkę, mówi, że to wszystko sprawka Juniper, co zresztą okazuje się prawdą. Przyjaciele znajdują Emmetta i Rebeccę w jakimś dole w lesie. Nic poza przyjaźnią ich nie łączy. Odcinek kończy się przypuszczeniem Cally i Lance’a, że to Blaze i Violet poskręcali gałęzie w lesie i że stają się coraz silniejsi.

### Odcinek 22: Znak K
Podczas wizyty w Jaskini Graczy Doyle opowiada Lance’owi i Dizzy’emu o poszukiwaniach swojego Ka w Egipcie. Potem kumple znajdują nowy numer komiksu, a na okładce Violet z 4 ramionami (znak K). Gdy Doyle otrzymuje telefon od Vanessy (jego dziewczyny), wygania chłopaków ze sklepu, a Dizzy przypadkowo zostawia nowy numer na półce z komiksami. Tymczasem Cally i Rebecca opiekują się siostrami tej drugiej. Umilają sobie czas wróżbami. Gdy Cally losuje kartę, okazuje się, że wróżba mówi o spotkaniu ze strachem. Dziewczyna w to nie wierzy, ale gdy 4 razy z rzędu wyciąga tę samą kartę, zaczyna się bać. W tym samym czasie Doyle znajduje komiks, a gdy chłopaki wracają do Jaskini, żąda wyjaśnień. Lance i Dizzy, nie mając wyboru, opowiadają mu o wszystkim. Okazuje się, że w komiksie jest zaćmienie księżyca, co według Doyle’a oznacza pojawienie się Ka. W tym przypadku Ka jest Violet... Rebecca odbiera w domu telefon od Dizzy’ego i postanawia spotkać się z nim na mieście. Cally zostaje sama w jej domu. Nagle w domu przestaje działać prąd. Cally podchodzi do lodówki, by wziąć coś do jedzenia, a gdy ją zamyka, na drzwiach od lodówki pojawia się napis Widzę cię. Nagle dzwoni telefon. Cally odbiera, ale nic nie słyszy. Po kilku chwilach znowu dzwoni telefon, dziewczyna odbiera i słyszy notoryczne nadchodzę. Przestraszona dziewczyna spogląda na laptopa i zauważa e-maila o treści Gotowa czy nie, nadchodzę. Nagle ktoś stuka w drzwi... Lance znajduje Rebeccę i Dizzy’ego i razem pędzą do jej domu. Tymczasem siostra Rebekki schodzi na dół i informuje Cally o tym, że w jej pokoju jest dziewczyna, która wygląda jak Cally. W pokoju małej dziewczynki w lustrze Cally zauważa Violet... Lance, Dizzy i Rebecca podchodzą pod dom, ale okazuje się, że jest awaria prądu. Postanawiają dostać się do domu od tyłu. Cally mówi siostrze Rebekki, że to była tylko jej wyobraźnia. Schodzi na dół i słyszy płacz malutkiej siostry Rebekki. Wpada na górę i przy łóżeczku niemowlaka znajduje kartę, którą wcześniej wylosowała we wróżbach. Słyszy cieniutki głosik śpiewający Pee-ka-boo, widzę cię!. Wchodzi do pokoju Delly i znajduje tam gadającą lalkę. W lustrze pojawia się Violet. Cally i Delly uciekają na dół i spotykają tam... Lance’a, który właśnie wszedł do domu. Wraca prąd i ktoś znowu puka do drzwi. Lance otwiera i jest to elektryk, mówiący, że prąd wrócił. Mówi też, że był tu wcześniej i że telefony przez cały czas nie działały. Cally mówi Lance’owi, ze Violet była w tym pokoju psychicznie i fizycznie. Bliźniaki zaczynają się obawiać.